# Amnesia Brown
Amnesia Brown ist ein Jazzalbum von Kirk Knuffke. Die 2009 entstandenen Aufnahmen erschienen 2010 auf Clean Feed Records.

## Hintergrund
Das Trio, mit dem Amnesia Brown entstand, hatte seine Wurzeln im von Butch Morris gegründeten Nublu Orchestra, das regelmäßig montags abends im gleichnamigen Club im East Village in New York City auftrat. Dessen Trompeter Kirk Knuffke verzichtete bei seinem zweiten Album auf eine traditionelle Rhythmusgruppe und rekrutierte zwei Mitgliedern des Nublu Orchestra – vDoug Wieselman (an Klarinette und E-Gitarre) und den Schlagzeuger Kenny Wollesen.
Der Albumtitel „Amnesia Brown“ bezieht sich auf einen bizarren Familienvorfall mit Knuffkes Urgroßvater vor vielen Jahren. Offenbar ist er einfach in eine nahegelegene Stadt (und zu einer neuen Familie) gezogen und hat dabei seinen Namen geändert.

## Titelliste
- Kirk Knuffke: Amnesia Brown (Clean Feed CF167CD)[2]

1. How It Goes 3:22
2. Double 2:31
3. Level 3:29
4. Amnesia Brown 3:47
5. 2nd 2:52
6. Red Bag 1:55
7. Leadbelly 4:19
8. Practical Sampling 3:12
9. Hears It 3:31
10. Totem 4:54
11. Need 3:26
12. Fix It, Charlie 3:38
13. High-Pants Bob 2:46
14. Narrative 3:14
15. Please Help, Please Give 3:03
16. Anne 3:04

Die Kompositionen stammen von Kirk Knuffke.

## Rezeption

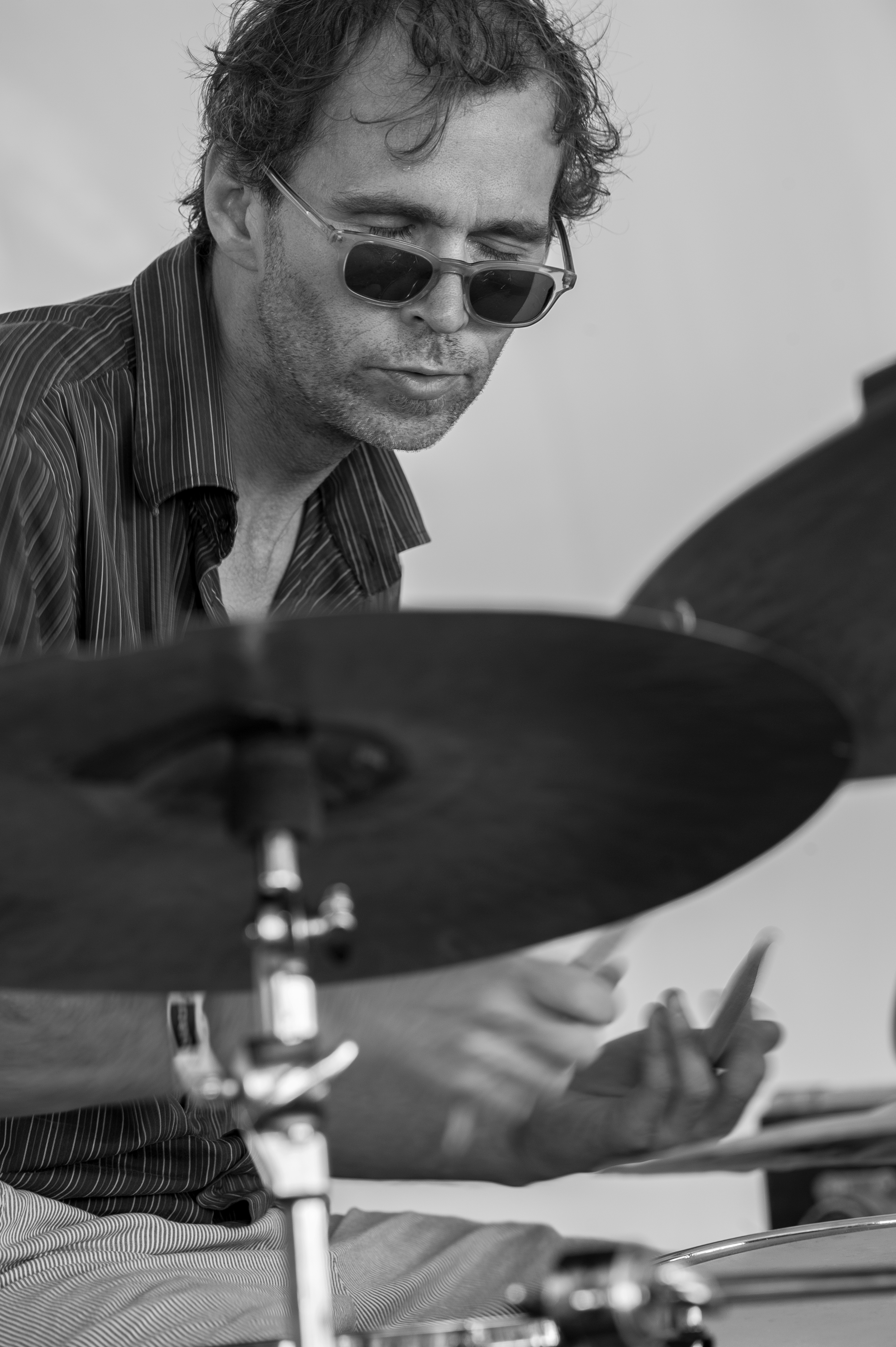
Kenny Wollesen (2008)

Die 56 Minuten der Aufnahme in 16 Kompositionen unterteilt zu haben, sei nicht einfache eine mathematische Operation, sondern eine wohlkalkulierte ästhetische Entscheidung, die einerseits die musikalische Handschrift präzise und perfekt zentriere und andererseits die Improvisation auf das Wesentliche reduziere und sie so von Schnörkeln und ähnlich überflüssigem befreie, hieß es in der italienischen Ausgabe von All About Jazz. Für das Ergebnis heiße das, obwohl die durchschnittliche Dauer der Stücke drei Minuten nicht überschreitet, der Eindruck luftiger Darbietungen entstehe. Dies sei sicherlich den Kompositionen und der üppigen Improvisationsfreudigkeit der Musiker zu verdanken, mit vielen Ideen auf dem Tisch, die den Klangraum keineswegs verstopfen, sondern dessen intime und wesentliche Daseinsberechtigung darstellen. Wenn bei Amnesia Brown alle drei Musiker in Topform sind, könne man nicht umhin, das außergewöhnliche Schlagzeugspiel von Kenny Wollesen hervorzuheben, einem der wenigen wahren Erneuerer des modernen Schlagzeugs.
Dies sei ein extremer Fall instrumentaler Schwankungen, und diese Wechsel trügen viel dazu bei, völlig gegensätzliche Charaktere zu erzeugen, wann immer Wieselman die Rollen tauscht, schrieb Martin Longley in All About Jazz. Auf der Klarinette husche und hüpfe Wieselman leichtfüßig um die hellen Konstruktionen des Komponisten/Leiters herum; auf der Gitarre wiederum verdunkle er das Geschehen zu einem rostigen Hall-Drahtgewirr, das mit ungezähmter Aggressivität hacke und schneide. Die drei Musiker würden in ihrem eigenen Sound schwelgen, aber die beste Annäherung daran könnte darin bestehen, dass man sich eine Fantasie-Supergruppe vorstellt, die abwechselnd die Talente von Jack DeJohnette, Ed Blackwell, Jimmy Giuffre, John Surman, Kenny Wheeler und Don Cherry bündle.
Obwohl die Stücke kurz sind, würde es dem Trio gelingen, eine beträchtliche Anzahl von Ideen in jede dieser Miniaturen zu packen – mehr als manche Künstler auf ein ganzes Album packen, schrieb Troy Collins. Das Titelstück und „Leadbelly“ seien hervorragende Beispiele für die Fähigkeit des Trios, einfallsreiche, prägnante Improvisationen in einprägsame Themen zu integrieren. „Please Help, Please Give“ stelle ihre Vielfalt unter Beweis und diene als dissonante Kehrseite zum zarten Schluss des Albums, der romantischen und sentimentalen Ballade „Anne“.